# Saliceto, Francija
Saliceto (korziško U Salicetu) je naselje in občina v francoskem departmaju Haute-Corse regije - otoka Korzika. Leta 1999 je naselje imelo 47 prebivalcev.

## Geografija
Kraj leži v severno-osrednjem delu otoka Korzike ob meji z naravnim regijskim parkom Korziko, 63 km jugozahodno od središča Bastie.

## Uprava
Občina Saliceto skupaj s sosednjimi občinami Asco, Bisinchi, Castello-di-Rostino, Castifao, Castineta, Gavignano, Moltifao, Morosaglia in Valle-di-Rostino sestavlja kanton Castifao-Morosaglia s sedežem v Morosaglii. Kanton je sestavni del okrožja Corte.

## Pobratena mesta
- Saliceto (Piemont, Italija);

1. ↑  »Populations légales 2016«. Nacionalni inštitut za statistične in gospodarske raziskave. Pridobljeno 25. aprila 2019.